# پادشاهی سوس
پادشاهی سوس نامی بود که به بخش جنوبی مراکش قبل از تأسیس مستعمرهٔ فرانسه و اسپانیا گفته می‌شود. مرکز این فرمانروایی در شهر تارودانت قرار داشت.
پادشاهی سوس تحت فرمانروایی خاندان علویان مراکش به‌طور سنتی یکی از چهار بخش اصلی مراکش بود.